# Marcellaz
Marcellaz település Franciaországban, Haute-Savoie megyében. Lakosainak száma 1072 fő (2022. január 1.). Marcellaz Contamine-sur-Arve, Fillinges, Peillonnex és Viuz-en-Sallaz községekkel határos.

## Népesség
A település népességének változása:
| Lakosok száma | 909  | 967  | 1011 | 1018 | 1044 | 1052 | 1067 | 1058 | 1072 |
|               | 2013 | 2015 | 2016 | 2017 | 2018 | 2019 | 2020 | 2021 | 2022 |